# Hilyotrogus calcaratus
Hilyotrogus calcaratus är en skalbaggsart som beskrevs av Frey 1971. Hilyotrogus calcaratus ingår i släktet Hilyotrogus och familjen Melolonthidae. Inga underarter finns listade i Catalogue of Life.